# Sillé-le-Philippe
Sillé-le-Philippe là một xã trong tỉnh Sarthe ở tây bắc nước Pháp. Xã này nằm ở khu vực có độ cao từ 70-90 mét trên mực nước biển.